# Клаус Офе
Клаус Офе (Берлин, 16. март 1940) је политички социолог марксистичке оријентације. Докторирао је на Универзитету у Франкфурту и хабилатацију на Универзитету у Констанци. У Немачкој, он је држао седнице политичких наука и политичке социологије на универзитетима у Билефелду (1975–1989) и Бремену (1989–1995), као и на Хумболтовом универзитету у Берлину (1995–2005). Он је радио као сарадник и гостујући професор на институтима за напредне студије у Станфорду и Националном универзитету Аустралије, као и на Универзитету Харвард, Универзитету Калифорнија у Берклију и универзитету New Scholl у Њујорку. Једном студент Jirgena Habermarsa, лево оријентисаних немачких академија води се међу другом генерацијом Франкфуртске школе.
Тренутно предаје политичку социологију на приватном универзитету у Берлину, Херти школа владавине.
Он је направио материјални допринос у разуевању односа демократије и капитализма.
У браку је са Улрик Пуп од 2001.

## Поља истраживања
- Политичка социологија
- Социјална политика
- Демократска теорија
- Студије трансформације
- Двострука расподела проблема
- Касни капитализам

## Прелази у каријери
- 2006 - Заједнички професор теорије државе, Херти школа владавине, Берлин (са Ulrich K. Preuss).
- 2005 — Пензионисао се у априлу.
- 1995-2005 — Професор Политичких наука на Хумболтовом универзитету у Берлину.
- 1989-1995 — Наставник на Универзитету у Бремену и служио је као гостујући професор на различитим академским институцијама у Америци, Холандији, Канади, Аустрији, Шведској, Аустралији и Италији.
- 1973 — Хабитација на Универзитету у Констанци.
- 1968 — Добио је докторат на Универзитету у Франкфурту.
- 1965 — Дипломирао на Слободном универзитету у Берлину.

## Скорашње објаве
- 2015 — Offe, Claus (27. 1. 2015). Europe Entrapped. Polity Press. ISBN 978-0-7456-8751-3.
- 2010 — "Неједнакост и тржиште рада." У продаји: Институт за тржиште рада и медицину истраживања.
- 2005 — Offe, Claus (9. 12. 2005). Reflections on America: Tocqueville, Weber and Adorno in the United States. Polity. ISBN 978-0-7456-3505-7.
- 1998 — Elster, Jon; Offe, Claus; Preuss, Ulrich K. (13. 3. 1998). Institutional Design in Post-Communist Societies: Rebuilding the Ship at Sea. Cambridge University Press. ISBN 978-0-521-47386-6.
- 1996 — Offe, Claus (6. 11. 1996). The Varieties of Transition: The East European and East Geman Experience. Wiley. ISBN 978-0-7456-1608-7.
- 1996 — Offe, Claus (мај 1996). Modernity and the State: East, West. Wiley. ISBN 978-0-7456-1674-2.
- 1982 — са Волкером Грансовом. "Политичка култура и политика Социјалне демократске владе". Телос 53 (Fall 1982). Њујорк: Телос штампа